# Ólguinskaia (Rostov)
|  | Per a altres significats, vegeu «Ólguinskaia». |

Ólguinskaia (en rus: Ольгинская) és un poble (una stanitsa) de l'óblast de Rostov, a Rússia, que en el cens del 2010 tenia 5.613 habitants, pertany al districte d'Aksai.